# Stina Troest
Stina Troest (Kopenhagen, 17 januari 1994) is een Deense atlete, die zich heeft toegelegd op het hordelopen. Zij is lid van Amager Athletics Club. 

## Loopbaan
Stina Troest beoefent atletiek sinds ze als 3-jarige begon als een "miniatuuratleet" (3-7 jaar oud) in Amager AC, toen haar moeder daar in 1998 begon. Het is nog steeds zij die haar dochter traint in hordelopen . 
Stina Troest won in 2009, als 15-jarige, haar eerste medaille op de Deense senior kampioenschappen, toen ze zilver op 200 meter op tijd 25,43 ontving. In hetzelfde jaar werd ze door Amager Bladet uitgeroepen tot Jeugd van het Jaar . 
Stina Troest won de 2010 European Youth Olympic Trials, het officieuze Europees Kampioenschap voor 16-17 jarigen in Moskou door sensationele overwinning in de 400 meter horden . Met de overwinning plaatste ze zich voor de Olympische Jeugdspelen in augustus in Singapore . Ze was in staat om langs de Oekraïense favoriet Olena Kolesnytjenko te rennen en wist de overwinning met zevenhonderdste van een seconde veilig te stellen met 59,76. Stina Troest verving Sara Slott Petersen, die geblesseerd was, in het Deense nationale team zoals in Malta op 19 juni 2010, waar ze de derde plaats behaalde in de 3e divisie van team EM . Haar tijd 59,73 was een verbetering van het persoonlijk record uit Moskou met 0,03 seconden. Na verloop van tijd valt Troest ook onder de vereiste voor de Junior World Cup in Canada, een leeftijdscategorie waarin ze tot het seizoen 2013 zal blijven lopen. Tijdens de Olympische Jeugdspelen in Singapore won ze de 400 meter horde met een tijd van 59,35 en weet daarmee het Deense jeugdrecord te verbeteren en was ze de tweede snelste van aller tijde in Denemarken. Haar tijd was een verbetering van 0,07 ten opzichte van het vorige record van Sara Slott Petersen. In de finale won ze de zilveren medaille en vestigde opnieuw een nieuw Deens jeugdrecord met 58.88, 47 honderdste na de Franse Aurèlie Chaboudez.    
Troest keerde terug na een lange blessureperiode op de 800 meter, waar zij op 27 januari 2013 haar debuut maakt met de tijd 2: 09.17 het 30-jarige Deense juniorrecord van Heidi Christian indoor brak. Met een tijd van 57,55 seconden verbeterde ze op het toernooi in het Belgische Namen mei 2013 Sara Petersen Deense junior record in de 400 meter door af te klokken met 0,1 seconden verschil. Ze werd een aantal jaren geplaagd door blessures en kon geen top tijden neer zetten. Na verloop van tijd kwalificeerde ze zich voor de Junior European Championships 2013 in Rieti, Italië . Ze maakte zich ook klaar voor het Junior European Championship op 400 meter toen ze drie dagen later haar drie jaar oude persoonlijke record verbeterde naar 55,74. Troest behaalde een zeer nipte Junior Europese finale in een nieuw Deens juniorrecord op de 400 meter met een tijd van 57.41 en verzekerde zo een bronzen medaille, het goud ging naar de Britse Hayley McLean die 57.26 liep. 
Beide ouders van Stina Troest zijn Deense kampioenen op de horden van 400 meter. Haar moeder Anita Sølyst heeft nog steeds het Deense juniorrecord in zeven wedstrijden, net toen ze in 1977 de 400 meter hindernis won, de eerste keer dat de discipline op het DM-programma stond. Haar vader, Jørgen Troest, won de 400 meter horden in 1984 en 1985 en verzekerde ook zilver op 800 meter in 1977, tweehonderdste van een seconde na Tom B. Hansen. Stina's twee oudere broers Jonas en Magnus hebben ook aangetoond groot talent te hebben voor atletiek, maar zijn vandaag allebei professionele voetballers. 
Na de zomervakantie 2010 start Stina Troest op de middelbare school en neemt deel aan het sportieve gedeelte van de Team Copenhagen Elite Sports Academy. 
In 2016 nam ze met Denemarken deel aan de Olympische Spelen. Ze werd 15de op de 400m horden en bereikte de halve finale. Haar landgenoot Sara Slott Petersen won het zilver. 

## Titels
- Deens kampioene 400 m - 2012, 2014
- Deens kampioene 400 m horden - 2010
- Deens indoorkampioene 400 m - 2014
- Deens indoorkampioene 800 m - 2013

## Persoonlijke records
Outdoor
| Onderdeel    | Prestatie | Wind (m/s) | Datum             | Plaats       |
| ------------ | --------- | ---------- | ----------------- | ------------ |
| 100 m        | 12,61     | -1,1       | 31 mei 2009       | Lyngby       |
| 200 m        | 25,26     | +0,1       | 27 juni 2009      | Odense       |
| 300 m        | 38,77     |            | 4 mei 2014        | Kopenhagen   |
| 400 m        | 55,32     |            | 8 juni 2013       | Helsingör    |
| 800 m        | 2.03,83   |            | 5 juli 2017       | Celle Ligure |
| 1500 m       | 4.22,90   |            | 20 augustus 2019  | Tårnby       |
| 3000 m       | 9.41,82   |            | 10 augustus 2019  | Østerbro     |
| 100 m horden | 14,60     | +1,4       | 19 augustus 2012  | Växjö        |
| 400 m horden | 55,56     |            | 23 augustus 2015  | Peking       |
| verspringen  | 5,44      | +1,3       | 26 september 2009 | Greve        |

Indoor
| Onderdeel | Prestatie | Datum        | Plaats   |
| --------- | --------- | ------------ | -------- |
| 800 m     | 2.02,93   | 5 maart 2017 | Belgrado |

## Palmares

### 200 m
- 2009:  Deense kamp. - 25,43 s

### 400 m
- 2012:  Deense kamp. - 56,92 s
- 2014:  Deense indoorkamp. - 54,67 s
- 2014:  Deense kamp. - 55,81 s

### 800 m
- 2013:  Deense indoorkamp. - 2.07,75
- 2017: 5e EK indoor - 2.02,93

### 400 m horden
- 2010:  Deense kamp. - 60,79 s
- 2010:  Olympische Jeugdspelen - 58,88 s
- 2013:  EK U20 te Rieti - 57,41 s
- 2015:  EK U23 te Tallinn - 56,01 s
- 2016: 7e EK - 56,34 s